# Eino Penttilä
Eino Penttilä   (Joutseno, 27 d'agost de 1906 - Pori, 24 de novembre de 1982) va ser un atleta finlandès, especialista en el llançament de javelina, que va competir durant les dècades de 1920 i 1930.
Penttilä començà practicant el biatló, però amb 15 anys es passà al llançament de javelina. Guanyà els títols nacionals de l'especialitat entre 1926 i 1928 i l'octubre de 1927 establí un nou rècord del món. El 1928 era un dels favorits als Jocs Olímpics d'Amsterdam, però una lesió va fer que fos sisè en la prova del llançament de javelina del programa d'atletisme. Quatre anys més tard, als Jocs de Los Angeles, va guanyar la medalla de bronze en la mateixa prova, rere els seus compatriotes Matti Järvinen i Matti Sippala, primer i segon respectivament. Es va retirar el 1936 per culpa d'aquella antiga lesió.

## Millors marques
- Llançament de javelina. 70,64 metres (1932)[2][1]